# Dörverden
Dörverden er en kommune i den sydlige del af Landkreis Verden, sydøst for Bremen, i den tyske delstat Niedersachsen.

## Geografi
Dörverden ligger i den nordlige del af Mittelweserregionen. Floderne Aller og Weser afgrænser kommunen mod øst og vest.

### Inddeling
Siden områdereformen i 1972 hører de indtil da selvstændige kommuner Ahnebergen, Barme, Barnstedt, Diensthop, Hülsen, Stedebergen, Wahnebergen og Westen til Dörverden, samt Stedorf og Geestefeld.